# Maraussan
Maraussan – miejscowość i gmina we Francji, w regionie Oksytania, w departamencie Hérault.
Według danych na rok 1990 gminę zamieszkiwało 2336 osób, a gęstość zaludnienia wynosiła 189 osób/km² (wśród 1545 gmin Langwedocji-Roussillon Maraussan plasuje się na 160. miejscu pod względem liczby ludności, natomiast pod względem powierzchni na miejscu 636.).